# Лесной массив (Киев)
Лесной массив (в просторечье также Лесной) (укр. Лісовий масив) — жилой массив в Деснянском районе города Киева на левом берегу Днепра.
Ближайшие станции метро — Лесная, Черниговская. От станции метро «Лесная» по массиву ходят автобусы, троллейбусы и маршрутные такси. Вдоль массива проходит отрезок важной транспортной магистрали города — Малой окружной дороги (улица Братиславская).
Застроен в 1967—1975 годах. Авторы проекта — Пётр Петрушенко и С. Д. Покрышевский. Первичное название — массив Водопарк. Нынешнее название получил от месторасположения среди Быковнянского леса.
Массив разделён бульварами и магистралями на девять микрорайонов. Каждый микрорайон застроен пяти-, девяти- и шестнадцатиэтажными жилыми домами.
В микрорайоне расположен двухзальный кинотеатр «Киото» на 1100 мест. На территории массива находится парк «Киото». По ул. Кубанской Украины, 2 функционирует «Киевский Пансионат ветеранов труда», первоначально «Пансионат персональных пенсионеров». На ул. Кубанской Украины, 4 — киевский городской дом ребёнка «Берёзка». На ул. Кубанской Украины, 10 — «Чернобыльская больница».

Главные магистрали — улица Киото, улица Шолом-Алейхема и Лесной проспект. Общая жилая площадь массива — 960 000 м². Восточнее массива расположен Быковнянский лес.

## Административно-территориальное подчинение
С 1965 года жилой массив принадлежал к Дарницкому району, из территории которого в 1969 году был выделен Днепровский район.
30 декабря 1987 года, согласно указу Президиума Верховного Совета УССР из состава Днепровского района города был выделен Ватутинский район, названный в честь генерала Николая Ватутина. В состав нового района вошли Лесной массив, селения Быковня и Куликово, Дарницкая промзона, новый жилой массив Вигуровщина-Троещина, плановая населённость которого составляла 300 тысяч жителей. Кроме того, в состав района было включено село Троещина.
Во время административно-территориальной реформы в городе 2001 года территория района осталась без изменений, однако он был переименован в Деснянский.

## История
Проектирование застройки днепровского левобережья в районе Киева началось в 1929 году после передачи дачного поселения Дарница, как территории, принадлежавшей Черниговской губернии, под юрисдикцию Киевского горисполкома.

В 1945 году государственными архитектурными мастерскими, которые потом стали научно-исследовательским институтом «Киевпроект», под управлением руководителя мастерской № 5 Мефодия Дёмина, была разработана «Генеральная схема планировки Дарницкого района города Киева», по которой территория бывшего артиллерийского полигона должна была стать зоной массовой жилой застройки под проектным названием Северо-Броварское шоссе.

Территория массива начала застраиваться с 1965 года. Один из архитекторов проекта — Пётр Петрушенко. Первоначальное название «Водопарк» пошло от расположенной в этом районе водоочистной станции.

В 1970-х годах на проспекте Маршала Ворошилова, 39 был открыт первый в Киеве круглосуточный ресторан «Червона Рута».
На севере и востоке Лесной массив ограничивается лесом; на западе границей служит улица Братиславская; на юге — Броварской проспект.

## Архитектура
Жилыми улицами Милютенко, Шолом-Алейхема и Академика Курчатова массив поделён на 8 прямоугольных микрорайонов; девятый ограничен Лесным проспектом, улицами Кубанской Украины и Космонавта Поповича, и имеет криволинейное очертание. 

Микрорайоны застроены типовыми 5- и 9-этажными зданиями серий 1-480-15к, 1КГ-480, 1КГ-480-12У, 1-464А, 1У-483 и др., малосемейными домами проектов 1-380-35/66 и ММ-650, а также 16-этажными зданиями БПС-6 из вибропрокатных панелей. В двухтысячных годах возведены несколько восемнадцати- и двадцатипятиэтажных домов. 

Ориентация зданий обеспечивает нормативную инсоляцию жилых помещений. Для планировки микрорайонов характерны большие озеленённые дворы со спортивными и игровыми площадками. 

Со стороны улицы Поповича имеются проходы к Лесному кладбищу, расположенному в Быковнянском лесу на расстоянии 850 м от жилой зоны.

Вдоль улицы Киото и линии метро от станции «Лесная» до станции «Черниговская», на территории смешанного леса разбит парк «Киото» площадью 13,01 га, открытый в 1972 году при участии японской делегации из города-побратима Киото. В парке находится сад камней и подаренная японцами в 1981 году 5-метровая гранитная буддийская ступа.

## Образование
На территории массива находятся:
- Высшее коммерческое училище Киевского национального торгово-экономического университета;
- Киевский национальный торгово-экономический университет;
- Киевский городской медицинский колледж;
- Олимпийский профессиональный колледж имени Ивана Поддубного;
- средние общеобразовательные школы: № 39 (математическая гимназия), № 147, № 152, № 212, № 189, № 190, № 192, № 202, № 207, № 213, № 218.
- Экономико-правовой лицей.

## Учреждения культуры и искусства
- Библиотека № 119 для детей;
- Библиотека имени Степана Олейника;
- Библиотека имени Василя Кучера;
- Библиотека для детей имени Юрия Гагарина;
- Национальная кинематека Украины;
- Музыкальная школа № 24;
- Кинотеатр «Киото» (ранее «Россия»), проект архитектора Петра Петрушенко, функционирует с 1981 года.
- Центр детского и юношеского творчества Деснянского района (ул. Шолом-Алейхема 15-а)

## Улицы, проспекты, площади
- Лесной проспект;
- улица Ореста Левицкого (ранее - Академика Курчатова);
- улица Братиславская;
- улица Киото;
- улица Космонавта Поповича (ранее - Космонавта Волкова);
- улица Кубанской Украины (ранее Маршала Жукова);
- улица Милютенко;
- улица Николая Матеюка;
- улица Шолом-Алейхема;
- Площадь Конотопской битвы (ранее - Волгоградская).

## Транспорт
- Станция метро «Лесная»
- Станция метро «Черниговская»
- Троллейбусы № 37, № 37а
- Автобусы (муниципальные) № 33, 63, 79, 81
- Маршрутные такси (частные) № 191, 240, 241, 242, 415, 498, 544

## Известные жители массива
- Владимир Дахно — советский и украинский режиссёр мультфильмов, один из создателей серии мультфильмов «Как казаки…».
- Александр Сердюк — советский и украинский актёр театра и кино.
- Дмитрий Капка — советский и украинский актёр театра и кино.
- Воронин, Вячеслав Анатольевич советский, российский и украинский актёр, Заслуженный артист Украины
- Владимир Нестеренко (Шамрай) — писатель, известен под псевдонимом adolfych.